# Disco4 :: Part II
Disco4 :: Part II, talora stilizzato in DISCO4 :: PART II, è il settimo album in studio della band statunitense Health, pubblicato l'8 aprile 2022 sotto l'etichetta Loma Vista.

## Tracce
1. Dead Flowers (feat. Poppy) – 5:01
2. Isn't Everyone (feat. Nine Inch Nails) – 5:14
3. Murder Death Kill (feat. Ada Rook, PlayThatBoyZay) – 2:01
4. Identity (feat. Maenad Veyl) – 3:25
5. Cold Blood (feat. Lamb of God) – 5:26
6. AD 1000 (feat. The Body) – 4:57
7. Gnostic Flesh/Mortal Hell (feat. Backxwash, Ho99o9) – 3:39
8. The Joy of Sect (feat. Street Sects) – 3:23
9. Still Breathing (feat. Ekkstacy) – 5:21
10. No Escape (feat. The Neighbourhood) – 3:34
11. Excess (feat. Perturbator) – 4:24
12. These Days 2.0.2.1. – 3:48